# Burkard Schliessmann

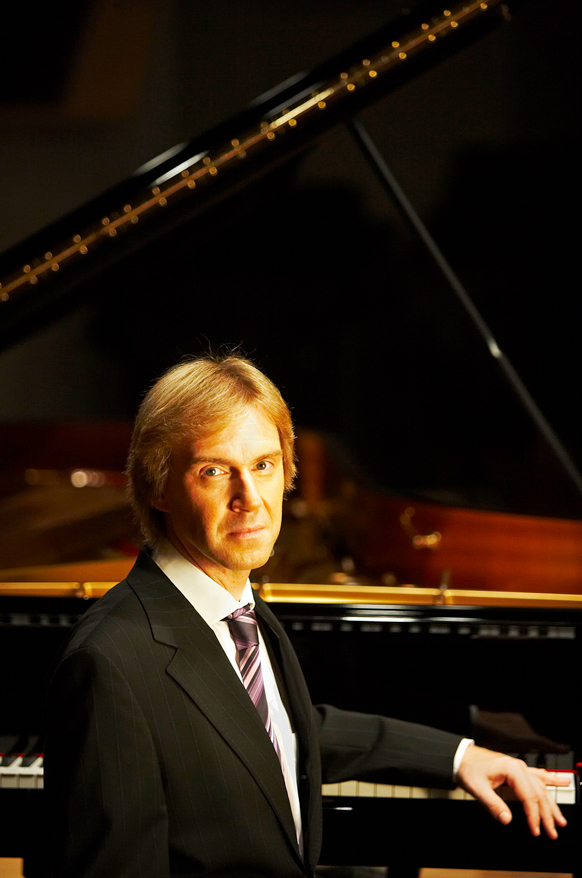
Burkard Schliessmann

Burkard Schliessmann (* in Aschaffenburg) ist ein deutscher klassischer Konzertpianist. Schliessmann zählt zu den bedeutendsten Pianisten der Gegenwart und lebt heute vorwiegend in den USA.

## Leben und Karriere
Schliessmann studierte an der Hochschule für Musik und Darstellende Kunst Frankfurt am Main in der Meisterklasse von Herbert Seidel und legte 1989 das Konzertexamen ab. Weiterführende Studien in Meisterkursen erfolgten in New York, Washington und Paris bei Shura Cherkassky, Bruno Leonardo Gelber und Poldi Mildner.
Schliessmann ist Professor für Klavier an der LOML International Piano Summer Academy, London Overseas Musicians' League, in London. Die LOML International Piano Summer Academy, London, ist offizielles Mitglied der Alink-Argerich Foundation.
Schliessmann trat u. a. auf den Festivals Münchner Klaviersommer, Frankfurter Feste, Schleswig-Holstein Musik Festival, Chopin-Festival Valldemossa, Maurice Ravel Festival Paris auf. Weiterhin führten ihn Konzertverpflichtungen in die USA, nach Japan, in die Volksrepublik China, nach Indonesien und Malaysia, wo er u. a. mit dem National Symphony Orchestra, dem Utah Symphony Orchestra, den Münchner Philharmonikern, dem Radio-Sinfonie-Orchester Frankfurt und dem WDR Sinfonieorchester Köln musizierte.
Schliessmann ist regelmäßig Gastredner zu musikästhetischen Themen von Hörfunk- und TV-Sendungen in WDR 3, SWR2 und hr2-kultur sowie Gastautor der Frankfurter Neuen Presse; weitere Publikationen in Piano News und Musik und Kirche.

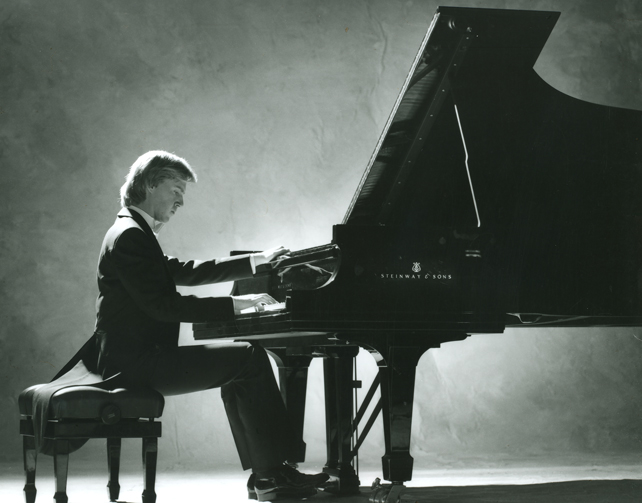
Burkard Schliessmann an einem Steinway Konzert-Flügel D-274

Schliessmann ist offizieller Exklusiv-Künstler von Steinway & Sons und besitzt zwei klanglich einzigartige Steinway-Konzertflügel, die Grundlage seiner persönlichen Klangvorstellung und Tongebung sind. Sie sind u. a. in den Aufnahmen der Goldberg-Variationen, seiner Chopin– und Schumann Interpretationen, der Bach–Keyboard Works sowie der 3-SACD-Edition Chronological Chopin zu hören.
Schliessmann ist außerdem Taucher und Tauchlehrer. Seine Tauchexpeditionen führten ihn u. a. nach Kuba, Cayo Coco, Mikronesien (Palau, Yap), Französisch-Polynesien (Ponapé), Neuguinea, Philippinen, Ägypten, Malediven, Mauritius, Seychellen, Thailand, Mexiko, Cozumel, Bahamas, Bonaire, St. Lucia, Cocos Islands, Socorro, Malpelo, Galapagos, Jamaika, die Dominikanische Republik, die Türkei sowie nach Mykonos. Er widmet sich sozialen und ökologischen Projekten und ist Botschafter der Project AWARE Foundation „Protecting of Our Ocean Planet“ und „Protect the Sharks“. Die Inspiration der Farbenvielfalt der Unterwasserwelt beeinflusste Schliessmann bei der Klang- und Tongebung seiner pianistischen Interpretationen. In Hörfunksendungen und Interviews sprach er von einer Synästhesie, die untrennbar mit seinem Klangsinn verbunden ist.
Schliessmanns Repertoire reicht von Johann Sebastian Bach, Ludwig van Beethoven, Wolfgang Amadeus Mozart, Robert Schumann, Frédéric Chopin, Franz Liszt, Johannes Brahms, Alexander Nikolajewitsch Skrjabin, der Zweiten Wiener Schule bis hin zur frühen Avantgarde.
Schliessmann ist Master-Instructor der Taucherorganisation Professional Association of Diving Instructors (PADI) und Mitglied von CANON-Professionals CPS-CPN. Außerdem ist er Mitglied der Frankfurter Gesellschaft für Industrie, Wissenschaft, Handel und Kultur (Casino Gesellschaft von 1802) und des Lions-Clubs.

## Stil und Rezeption

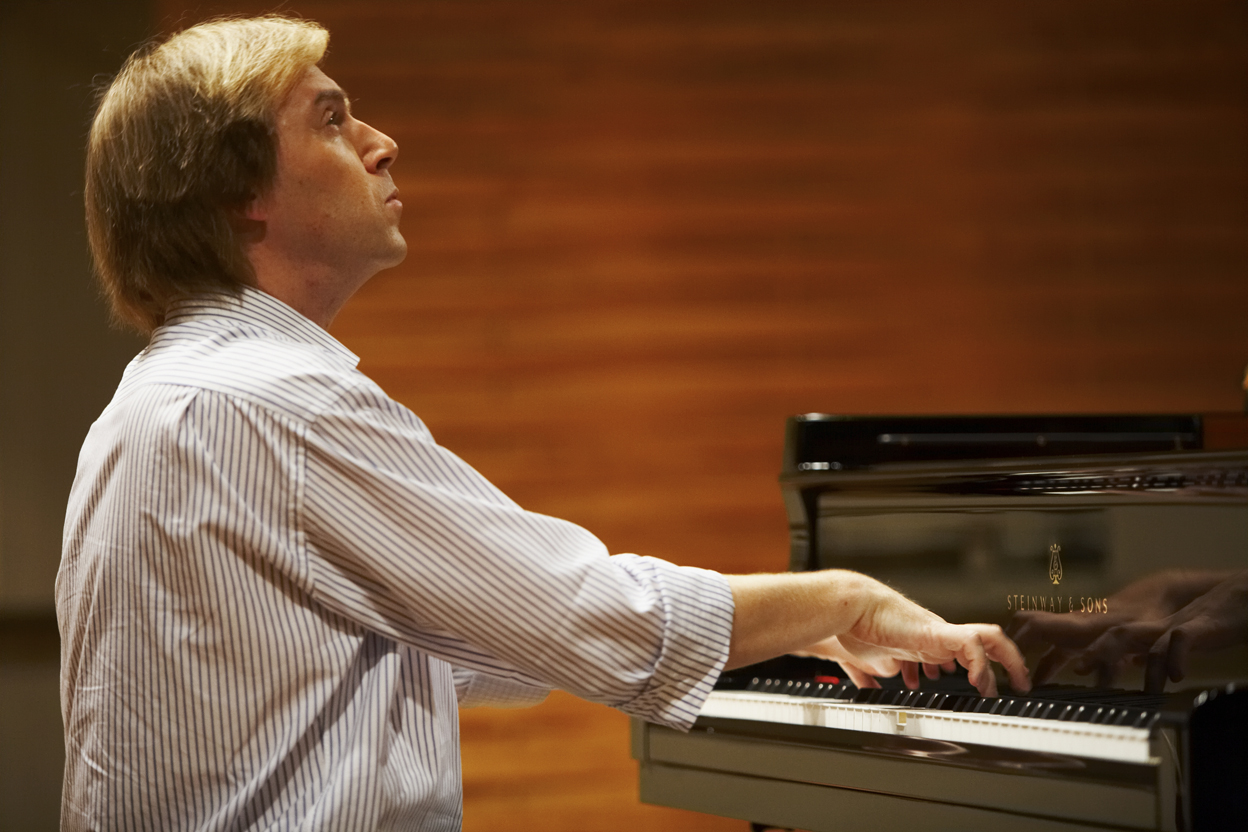
Burkard Schliessmann in Berlin, Teldex-Studio

Schliessmanns pianistischer Stil wird in der Linie der großen Tradition der Romantik gesehen und verbindet alte sowie neue künstlerische Ideale. In SWR-2, Treffpunkt Klassik, 14. September 2010 schildert Reinhard Ermen: „Burkard Schliessmann hat eine große Affinität zum alten Virtuosentum, er versucht die große Gelassenheit […] wieder einzuholen und mit dem Textverständnis von heute zu vereinen“.
Die internationale Fachkritik betont über die technische Perfektion hinaus das große Verständnis für die inneren Strukturen eines Werks und die Klarheit der interpretatorischen Aussage, verbunden mit dem Wissen um individuelle Stilsicherheit und der Zusammenhänge einer Komposition als Gesamtkunstwerk im Spiegel wie auch der Polarisierung ihrer individuellen historischen Entstehung. Peter J. Rabinowitz beschreibt in seiner Rezension zu Schliessmanns Chopin-Schumann Anniversary Edition 2010 jenen Ansatz: “Burkard Schliessmann is a fiercely intellectual pianist. He’s intellectual in two senses. First, he approaches this music with a tremendous store of background knowledge – knowledge about the composers and their works, about their early receptions, about their critical writings, about their literary inspirations, and about the cultural milieu in which they found themselves. Second, he performs the music with a rigorous sense of the ways its details contribute to its form, both in terms of its overall architecture and in terms of its vertical structure;” (deutsch: „Burkard Schliessmann ist ein entschieden intellektueller Pianist, und dies in zweifachem Sinne. Zunächst nähert er sich dieser Musik mit einem enormen Vorrat an Hintergrundwissen – Wissen über die Komponisten und ihre Werke, über ihre frühe Rezeption, über ihre kritischen Schriften, über ihre literarischen Inspirationsquellen und über das kulturelle Milieu, in dem sie sich jeweils befanden. Zweitens interpretiert er die Musik mit einem ausgeprägten Gespür für das Verhältnis von Detail zur Form und dies sowohl im Hinblick auf die Gesamtarchitektur der Werke als auch in Bezug auf ihre vertikale Struktur“).
Klarheit der Aussage, Rückschau auf die große Tradition und dennoch neue Sichtweisen, dies ist bei James Harrington im American Record Guide ARG, USA, in der November-/Dezember-Ausgabe von 2010 zu lesen: “Schliessmann arrives at his own unique interpretations, with reverence for the past (Cortot, Michelangeli, Rubinstein, and Horszowski especially). While each phrase is impeccably shaped, there is an overall thrust to each work that holds everything together. He uses rubato sparingly, and while he embraces the virtuosity in the music, it never overrides other musical content. After a half century of listening to a number of these works, I must say that Schliessmann shed new light on most of them;” (deutsch: „Schliessmann gelangt zu seinen eigenen Interpretationen, mit Ehrfurcht vor der Vergangenheit (Cortot, Michelangeli, Rubinstein, und Horszowski vor allem). Während jede Phrase tadellos geformt ist, gibt es Gesamtausrichtung zu jedem Werk, welche alles zusammenhält. Sparsam geht er mit Rubato um, und während er die Virtuosität in der Musik regelrecht umarmt, überschreibt sie nie anderen musikalischen Inhalt. Nachdem ich ein halbes Jahrhundert eine Reihe von Interpretationen dieser Werke gehört habe, muss ich sagen, dass Schliessmann ein neues Licht auf die meisten von ihnen wirft“).
Michael Dellith schreibt am 20. Juli 2010 in Chopins Seelenschluchten in der Frankfurter Neuen Presse: „Struktur und Poesie, Intellektualität und Emotionalität, diese vermeintlichen Gegensätze vereint der Pianist Burkard Schliessmann in seinen Interpretationen immer wieder auf faszinierende Weise“.

## Bach, Schumann und Chopin
Schliessmanns künstlerisches Schaffen ist inspiriert und geprägt von der Musik Johann Sebastian Bachs. In einem Interview des amerikanischen Musikmagazins Fanfare betonte er, dass er Bach mehr als alle anderen Komponisten gespielt habe. Schliessmann, der auch ein komplettes Orgelstudium absolviert hat, beherrschte bereits im Alter von 21 Jahren auswendig das komplette Orgelwerk von Johann Sebastian Bach.

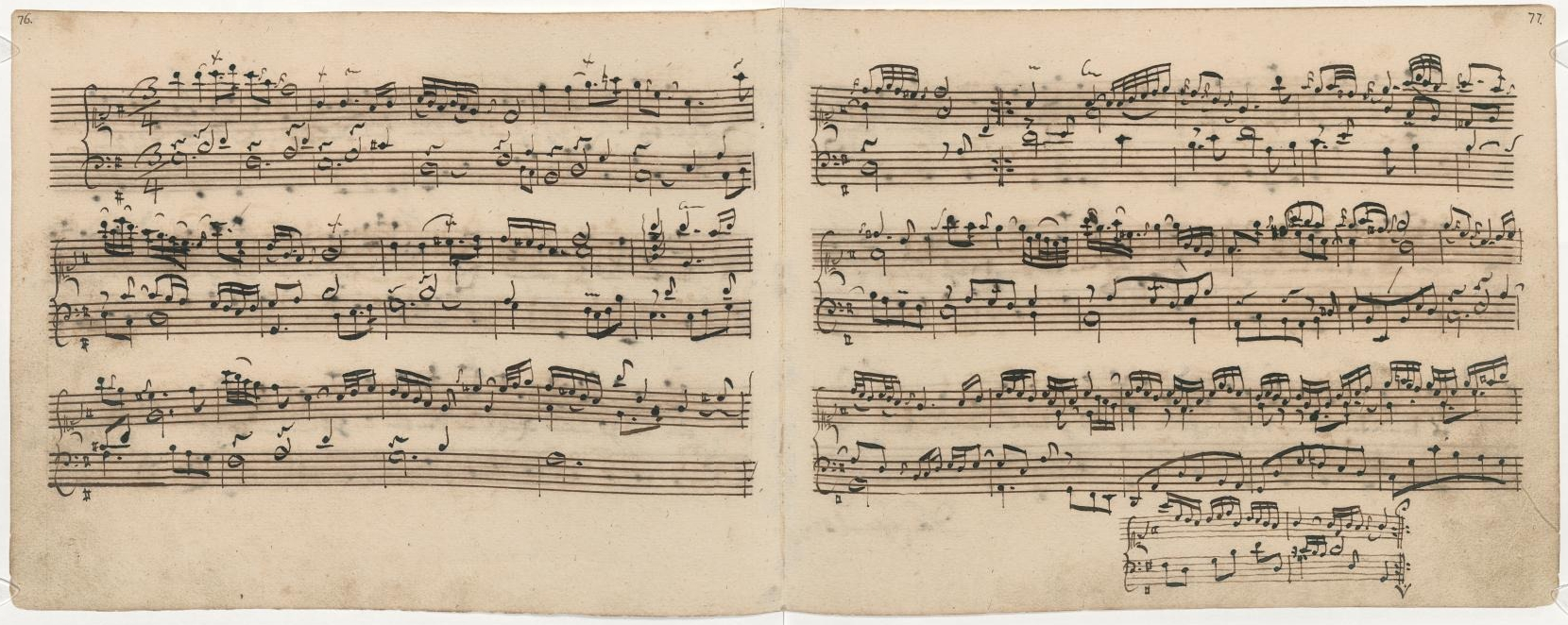
Goldberg-Variationen, BWV 988, Aria Autograph

Das Verständnis und die Durchdringung der inneren Strukturen ermöglichten Schliessmann eine besondere Innenschau der Musik. In einem Interview mit James Reel in Fanfare, Burkard Schliessmann Articulates His Approach to Bach spricht Schliessmann über die surrealen und metaphysischen Erfahrungen bei der Interpretation der Goldberg-Variationen. Schliessmann strebt die Interpretation der Werke Bachs als Aspekt einer humanen Wirklichkeit an, als Teil eines vollständigen Ganzen, quasi als Spiegel eines Universums. „Man gewinnt tatsächlich beim Hören den Eindruck, man sei Teil und Inhalt dieser Harmonien und verzwickten Kontrapunkte: Die Musik sei eine kommunizierende, menschliche Reinkarnation“, so Lothar Mattner in der Hörfunk-Sendung »TonArt« am 2. September 2008 des WDR.
Für Schliessmann repräsentieren die Werke von Frédéric Chopin die „Krönung des Klavierspiels, als Ausdruck eines Allumfassend-Einzigartigen, in der Kombination von Emotionalität, Architektur und Struktur, frei von jeglichen fremden Impulsen und somit unabhängig von äußeren Bedingungen. Die für Schumann und Liszt geradezu typische romantische Verquickung von Musik und Literatur war und blieb für ihn als Inspirationsquelle unwesentlich. Es war Chopins klassisches Formempfinden und -bewusstsein, weshalb ihm die Welt der Phantasmagorien grundsätzlich wesensfremd blieb“, so Schliessmann.

### Zitate
„Chopin kann man nur verstehen und begreifen, wenn man verinnerlicht hat, dass er und seine Musik ein ‚ganzes Leben‘ sind. So ist es eine Frage der Ästhetik, auf welch unverwechselbare Art und Weise seine Musik eine einzigartige Balance zwischen ‚Bedeutung des Moments und Forderung der Sache‘ sind. Hier geht es nicht um bloße ‚schöne Gefühlsduselei‘, sondern um ‚kontrollierte Emotionalität‘, basierend auf einem tiefen Verständnis der ’klassischen Formen‘ und deren inneren Strukturen.“

“I rank this Chopin among the best available. With both the technique and intellect to do just about anything he wants, Schliessmann’s strength is in the lyrical, legato melodies that make Chopin’s music such a cornerstone of the piano repertoire.”

„Ich zähle diesen Chopin zu den besten auf dem Markt. Mit der Technik und dem Intellekt, so ziemlich alles zu tun, was er will, liegt Schliessmanns Stärke in den lyrischen Legato-Melodien, die Chopins Musik zu einem solchen Eckpfeiler des Klavierrepertoires machen.“

## Deutsche Romantik
Die Beschäftigung und das Verständnis barocker und klassischer Kompositionstechniken und deren Weiterentwicklung begründeten auch eine intensive Auseinandersetzung mit der deutschen Romantik. Aufnahmen und Interpretationen zahlreicher Werke von Carl Maria von Weber, Felix Mendelssohn Bartholdy, Robert Schumann, Franz Liszt und Johannes Brahms demonstrieren seine Sicherheit, den richtigen Ton und den romantisch-intimen Charakter dieser Musik zu finden. Romantische Musik als Welterfahrung zu empfinden und darzustellen ist für Schliessmann oberste Priorität seiner Interpretationen.

### Zitate
“Schliessmann is the best pianist I know at entering the world and expressing the awareness of the German romantics.”

„Weit hält er Schumann von dem hochromantischen Aplomp à la Brahms und Liszt fern, was eine großflächige Organisation auch des Innenlebens garantiert, die nicht von irgenwelchen Salonturbulenzen gestört wird. Denn Schliessmanns Glaube ist der an die poetische Wirksamkeit, in der gerade auch sein markanter Duktus im Rhythmus vor hoher Sinnfälligkeit strotzt. Die intensive, bisweilen eigenwillige Beschäftigung mit dem Fantastischen, dem Rauschenden der Musik ist bei allem Temperament so feinsinnig geblieben, was schon in dieser Art der musikantischen Analyse ein kleines Wunder ist. Zumal Schliessmanns manuelle Fähigkeiten kaum Wünsche offen lassen.“

„Die Schumannsche Fantasie deutet er als Tristan-Anlehnung des Dramatischen zwischen immenser Dynamik-Differenzierung und melodischen Anleihen von Todessehnsucht der Romantik. Damit liegt er auf dem richtigen Weg, findet zu einer tiefgründigen Sprache, die Schumanns Gedankengut wohl am nächsten kommt.“

## Preise und Auszeichnungen

Burkard Schliessmann (links) in der Frankfurter Paulskirche: Preisverleihung Goethe-Plakette, 16. Januar 2020

- 2024: KUCI Classical Impacts: „Album of the Month“, präsentiert von Isabella Cao. Robert Schumann - Fantasies. Fantasiestücke op. 12, Kreisleriana op. 16, Fantasie C-Dur op. 17, Arabeske op. 18, Nachtstücke op. 23, Fantasiestücke op. 111, Gesänge der Frühe op. 133[24]
- 2024: Radio Rumânia Muzical: „Album of the Year 2024“, präsentiert von Larisa Clempuș. LIVE & ENCORES. Bach, Chopin, Mendelssohn, Schumann[25]
- 2024: RTÉ Lyric FM: „Lorcan's Pick of the Week“ in Lorcan Murray's Classic Drive, 12.–19. Februar. LIVE & ENCORES. Bach, Chopin, Mendelssohn, Schumann[26]
- 2022: BBC Radio Scotland: „Album of the Week“ in Classics Unwrapped, 17.–24. Juli. Bach: Goldberg Variations, BWV 988; veröffentlicht auf Divine Art, ddc 25754, am 8. Juli 2022. Präsentiert von Jamie MacDougall[27]
- 2019/20: Goethe-Plakette der Stadt Frankfurt am Main[28]
- 2019: International Acoustic Music Awards IAMA, USA: »Top-Finalist« Instrumental, Chopin: Scherzo Nr. 1 h-moll, op. 20[29]
- 2018: Global Music Awards, USA: Gold Medal Winner, 2 Gold-Medaillen Awards of Excellence, Schumann: Kreisleriana - Symphonic Etudes (inkl. Variations Posthumes), Kategorien Klassik, Instrumental Performance - Album - Germany[30]
- 2018: Global Music Awards, USA: 3 Silber-Medaillen Outstanding Achievement, Bach: Keyboard Works, Kategorien Klassik, Instrumental solo und Album[31]
- 2017: Global Music Awards, USA: 3 Silber-Medaillen Outstanding Achievement, Chronological Chopin – Burkard Schliessmann, Kategorien Klassik, Instrumental/Instrumentalist und Album[32]
- 2010: Critics’ Choice, American Record Guide ARG (CHOPIN-SCHUMANN Anniversary Edition 2010, MS 1361, MSR-Classics 2010)[33]
- 2008: Critics’ Choice, American Record Guide ARG (BACH Goldberg-Variationen, BAYER, BR CD 100 326)[34]
- 2008: Recording of the Year, MusicWeb International (BACH Goldberg-Variationen, BAYER, BR CD 100 326)
- 2004: Recording of the Year, MusicWeb International (CHOPIN 4 Balladen, Barcarolle op. 60, Fantaisie op. 49 u. a., BAYER, BR CD 100 348)

## Ehrungen
- Melvin Jones Fellowship Award, in Anerkennung seiner internationalen Verdienste für Kunst und Kultur, USA, April 2013[35]
- President’s Citation, Bastyr-University, Seattle (Washington-State), USA, Februar 2012[36]
- Verdienstmedaille in Gold seiner Heimatgemeinde, Januar 2012[37]
- LIONS Appreciation Award, USA, Juni 2010

## Diskografie (Auswahl)
Schliessmann ist Exklusiv-Künstler von Arthaus Musik, Naxos International, MSR-Classics und Bayer.
Im Juni 2014 unterzeichnete Schliessmann einen weiteren Vertrag mit dem britischen Label Divine Art zur weltweiten Veröffentlichung ausgewählter Klavierwerke von Johann Sebastian Bach und Frédéric Chopin.

### Studio-Produktionen
- Robert Schumann: Fantasies: Fantasiestücke op. 12, Kreisleriana op. 16, Fantasie C-Dur op. 17, Arabeske op. 18, Nachtstücke op. 23, Fantasiestücke op. 111, Gesänge der Frühe op. 133; Divine Art, ddc 25753 (3 SACD; ebenso erschienen und verfügbar in einer Dolby-Atmos-Version)
- Johann Sebastian Bach: Goldberg Variations, BWV 988; Divine Art, ddc 25754 (2 SACD; ebenso erschienen und verfügbar in einer Dolby-Atmos-Version)
- Busoni, Schumann, Liszt, Scriabin, Berg: At the Heart of the Piano (Disc 1: Bach/Busoni – Chaconne in d-moll; Robert Schumann – Symphonische Etüden op. 13 (inkl. Variations posthumes); Disc 2: Robert Schumann – Fantasie C-Dur op. 17, Franz Liszt – Sonate h-moll; Disc 3: Alexander Scriabin – Klaviersonate Nr. 3 in fis-moll, op. 23, Etüden und Préludes opp. 2 – 74; Alban Berg – Sonate op. 1); Divine Art, dda 21373 (3 CD)
- Frédéric Chopin: Chronological Chopin – Ballades – Preludes – Scherzi and other works (Disc A: Scherzo Nr. 1 in h-moll, op. 20, Ballade Nr. 1 in g-moll, op. 23, 24 Préludes, op. 28; Disc B: Scherzo Nr. 2 in b-moll, op. 31, Ballade Nr. 2 in F-Dur, op. 38, Scherzo Nr. 3 in cis-moll, op. 39, Prélude in cis-moll, op. 45, Ballade Nr. 3 in As-Dur, op. 47, Fantaisie in f-moll, op. 49; Disc C: Ballade Nr. 4 in f-moll, op. 52, Scherzo Nr. 4 in E-Dur, op. 54, Berceuse in Des-Dur, op. 57, Barcarolle in Fis-Dur, op. 60, Polonaise-Fantaisie in As-Dur, op. 61); Divine Art, ddc 25752 (3 SACD)
- Johann Sebastian Bach: Keyboard Works – Italian Concerto, Partita No. 2, Fantasias and Fugues (Partita Nr. 2 in c-moll, BWV 826, Italienisches Konzert, BWV 971, Fantasie und Fuge in a–moll, BWV 904, Fantasie, Adagio (BWV 968) und Fuge in c–moll, BWV 906, Chromatische Fantasie und Fuge in d–moll, BWV 903); Divine Art, ddc 25751 (SACD)
- Frédéric Chopin – Robert Schumann: Anniversary Edition 2010; MSR-Classics MS 1361 (2 SACD)
- Johann Sebastian Bach: Goldberg-Variationen, BWV 988; Bayer BR 100 326 (2 SACD)
- Frédéric Chopin: 4 Balladen, Fantaisie op. 49, Barcarolle op. 60, Polonaise–Fantaisie op. 61; Bayer BR 100 348 (SACD)
- Robert Schumann: Kreisleriana op. 16, Symphonische Etüden op. 13 (inkl. Variations posthumes); Bayer BR 100 311
- Robert Schumann – Franz Liszt: Fantasie C-Dur op. 17, Sonate h-moll; Bayer BR 100 293
- Alexander Scriabin: Klavierwerke, opp. 2 – 74; Bayer BR 100 161

### Live-Produktionen
- LIVE & ENCORES: Disc 1: Johann Sebastian Bach: Partita Nr. 2 in c-moll, BWV 826, Italienisches Konzert, BWV 971, Chromatische Fantasie und Fuge in d–moll, BWV 903; Felix Mendelssohn Bartholdy: Variations sérieuses, op. 54; Disc 2: Robert Schumann: Fantasie C-Dur op. 17, Frédéric Chopin: Walzer cis-moll, op. 64 Nr. 2. Zwei Encores: Robert Schumann: Chopin (aus: Carnaval op. 9), Warum ? (aus: Fantasiestücke op. 12). Aufgenommen live in Konzerten am 3.–5. April, 2023 im Konzertsaal von FAZIOLI in Sacile, Italien. Divine Art, ddc 25755 (2 SACD; ebenso erschienen und verfügbar in einer Dolby-Atmos-Version)

### Vinyl
- Frédéric Chopin: CHOPIN piano works – Ballades – Preludes – Scherzi and other works (Vinyl A – Seite 1: Ballade Nr. 1 in g-moll, op. 23, Fantaisie in f-moll, op. 49; Seite 2: Scherzo Nr. 2 in b-moll, op. 31, Scherzo Nr. 4 in E-Dur, op. 54; Vinyl B – Seite 1: Ballade Nr. 3 in As-Dur, op. 47, Prélude in cis-moll, op. 45, Ballade Nr. 4 in f-moll, op. 52; Seite 2: Barcarolle in Fis-Dur, op. 60, Polonaise-Fantaisie in As-Dur, op. 61); Divine Art, ddl 12401 (2 LP)

### DVDs
- Liszt Piano Transcriptions of Schubert Songs and Godowsky Symphonic Metamorphoses on Waltzes and Themes of Johann Strauss; Arthaus DVD 100 455
- Arthaus DVD Sampler III (Roberto Alagna, Angela Gheorghiu, Cecilia Bartoli, Bryn Terfel, Claudio Abbado, Montserrat Caballé, Burkard Schliessmann, Philip Langridge, Vesselina Kasarova, Willard White u. a.); Arthaus DVD 100 773

## Fernseh- und Hörfunkproduktionen
Schliessmann ist in zahlreichen Sendungen und Produktionen europäischer Fernseh- und Rundfunkanstalten wie ARD, ZDF, ARTE, WDR, Hessischer Rundfunk, Bayerischer Rundfunk, Südwestrundfunk, Saarländischer Rundfunk (SR), Radio Bremen, 3sat, Einsfestival, UNITEL Classica, Mondo Classica, Classical TV und amerikanischer und kanadischer Sender wie Classic Arts Showcase, WSMC, WWFM, WUOT, WDPR, KZSU und CKCE-FM (WINNIPEG'S CLASSIC 107) aufgetreten. Diese beinhalten:
- KZSU: Burkard Schliessmann at Stanford University, USA: The Music Treasury celebrates Burkard Schliessmann. Presented by Gary Lemco and Lorrin M. Koran. 14. Juli 2024, 19:00–21:00 Uhr. Werke von  Joh. Seb. Bach, Robert Schumann, Felix Mendelssohn Bartholdy und Frédéric Chopin[40][41]
- WINNIPEG'S CLASSIC 107, Arts & Culture, Kanada:  Encore Encore!! – Pianist Burkard Schliessmann releases fabulous new recording. Mit Chris Wolf, 15. April 2024[42]
- KZSU: Burkard Schliessmann at Stanford University, USA: The Music Treasury celebrates Burkard Schliessmann. Presented by Gary Lemco and Lorrin M. Koran. 6. Februar 2022, 19:00–21:00 Uhr. Werke von  Joh. Seb. Bach, Robert Schumann, Frédéric Chopin and Alexander Scriabin[43]
- WDPR: Discover Classical: New at Noon, USA: „Burkard Schliessmann plays Chopin“; September 2016
- WWFM: The Piano Matters with David Dubal, USA: „Burkard Schliessmann plays Bach“; März 2016
- Hessischer Rundfunk Frankfurt/Main, Germany, „hr2 Doppelkopf“; Februar 2012
- WSMC: Burkard Schliessmann „Live in University of Tennessee“, Knoxville, Cleveland, USA; Januar 2012
- SWR Baden-Baden, Germany, „Treffpunkt Klassik“; 2008 und 2010
- WDR-Köln, „TonArt“; 2008 und 2010
- ZDF: „aspekte“: TV-Porträt; Januar 1994
- WDR: „Russische Salonmusik“: Scriabin und Rachmaninoff, 1995; Produktion: José Montes-Baquer, Regie: Enrique Sánchez Lansch
- WDR: „Liszt: Klaviertranskriptionen von Schubert Liedern – Godowsky: Symphonic Metamorphoses über Walzer und Themen von Johann Strauss“, 1997. Produktion: José Montes-Baquer, Lothar Mattner, Regie: Claus Viller, Agnes Meth
- BR: „Münchner Klaviersommer 1993, Philharmonie am Gasteig“ (Live-Aufzeichnung: Bach-Busoni, Scriabin, Chopin); LOFT-Production (Manfred Frei) in Co-Produktion mit dem BR (Redaktion: Korbinian Meyer), Regie: Dieter Hens
- ZDF: ZDF-Morgenmagazin: TV-Porträt Burkard Schliessmann; Dezember 1992
- ZDF: Erstklassisch! CD-Präsentation (Scriabin: Klavierwerke, Bayer BR 100 161); Dezember 1990

## Publikationen
- Ästhetik, Interpretation und Philosophie in der Kunst oder: Die Notwendigkeit zur Rückbesinnung auf die große Tradition. Frankfurter Neue Presse, „Die Debatte“, 16. April 2002
- Musik und Intelligenz. Frankfurter Neue Presse, „Die Debatte“, 19. Juli 2002
- Musik und Kunst im Spannungsfeld der Individualität. Frankfurter Neue Presse, „Die Debatte“, 24. September 2002
- Trost der Musik – Seelenabgründe. Frankfurter Neue Presse, „Die Debatte“, 20. November 2002
- In dulci Jubilo. Frankfurter Neue Presse, „Die Debatte“, 23. Dezember 2002
- Leidenschaften. Frankfurter Neue Presse, „Die Debatte“, 2. August 2003
- Geldschein-Sonate? Frankfurter Neue Presse, „Die Debatte“, 21. Oktober 2003
- Unsere Besten. Frankfurter Neue Presse, „Die Debatte“, 22. November 2003
- Die hohe Kunst in der Musik. Frankfurter Neue Presse, „Die Debatte“, 7. August 2004
- Musik: Wer ist unser Bester? Frankfurter Neue Presse, „Die Debatte“, 23. Oktober 2004
- Klassik-Radio – Bitte mehr Klasse. Frankfurter Neue Presse, „Die Debatte“, 9. April 2005
- Event und Niveau. Frankfurter Neue Presse, „Die Debatte“, 10. September 2005
- Oden an die Freiheit. Frankfurter Neue Presse, „Die Debatte“, 5. Dezember 2005
- Mythos Mozart und Kollegen. Frankfurter Neue Presse, „Die Debatte“, 19. Mai 2006
- Robert Schumann: Musik der Romantik – Zwischen Poesie, Ekstase und Intellekt – Robert Schumann zum 150sten Todestag. Frankfurter Neue Presse, „Die Debatte“, 29. Juli 2006
- Musikerziehung gefährdet – Musikalität, Bildung und Nachwuchsförderung. Frankfurter Neue Presse, „Die Debatte“, 23. Juni 2007
- Interpretationskultur. Frankfurter Neue Presse, „Die Debatte“, 24. Mai 2008
- Gibt es noch Hausmusik? Frankfurter Neue Presse, „Die Debatte“, 2. Januar 2009
- Erlebnis des ästhetisch in sich Ruhenden, Schönen …. Piano News Nr. 6 in 2000, S. 31–35; Herausgeber: Carsten Dürer – Staccato-Verlag
- Der großen Tradition verpflichtet – Beobachtungen, Rück- und Ausblicke beim 17. Concours International d’Orgue „Grand Prix de Chartres“. Ausgabe 6, November/Dezember, 2000, S. 378–382, Bärenreiter-Verlag